# Гамаюн, птица вещая (картина)
«Гамаюн, птица вещая» — картина русского художника Виктора Михайловича Васнецова 1897 года. Работа оказала большое влияние на формирование образа птицы гамаюн в русской культуре. Размеры — 214×135 см. Техника — масло, холст:118.
Хранится в Дагестанском музее изобразительных искусств им. П. С. Гамзатовой в Махачкале:118.

## Описание
На переднем плане картины изображено гибридное существо с телом птицы и женскими головой:118 и пальцами на ногах. У существа прекрасное, нежное лицо «диковатой девочки-подростка», оно почти детское, но «с правильными чертами». Оно обращено вдаль, мрачное, в глубоком раздумье, тревожное, испуганное:124, побелевшее, скорбное, суровое; с большими широко открытыми серьёзными тёмными глазами:123-124 полными ужаса и растерянности. Рот слегка приоткрыт, возможно, что существо что-то произносит:121. Крылья существа чёрные, они направлены вперёд, существо как будто укутывается ими:122, или пытается от чего-то отгородиться, или они «смяты порывами бури». Перья взъерошены, а золотистые волосы всклокочены:122, встали дыбом, что создаёт «нахохленный» вид:122. По-мнению И. А. Сухвановой, оно видит перед собой нечто ужасное, но не в силах отвести взор и продолжает прорицать:124.
Сидит существо на растущем из воды «диковинном» побеге или стволе:120, имеющем форму вопросительного знака в зеркальном отражении. Завитки на нём, один из которых увенчан фантастичным цветком, кажутся зловещими. Вместе с двумя симметричными веточками у основания ствола они образуют «мрачный орнамент» вокруг существа:119. Рядом с деревом из воды растут стилизованные:120 «призрачные» белые цветы и «условно намеченные травинки»:120. Фоном картины являются бескрайняя водная гладь, и сливающееся с ней:120 «тревожное» небо:119. И вода, и небо окрашены в красные тона, то ли заката:121, то ли пожара. «Красный отсвет лежит и на части перьев существа»:121. По мнению И. А. Сухвановой, картина имеет апокалиптическую атмосферу, очевидную даже если не знать её названия:119.

## Контекст

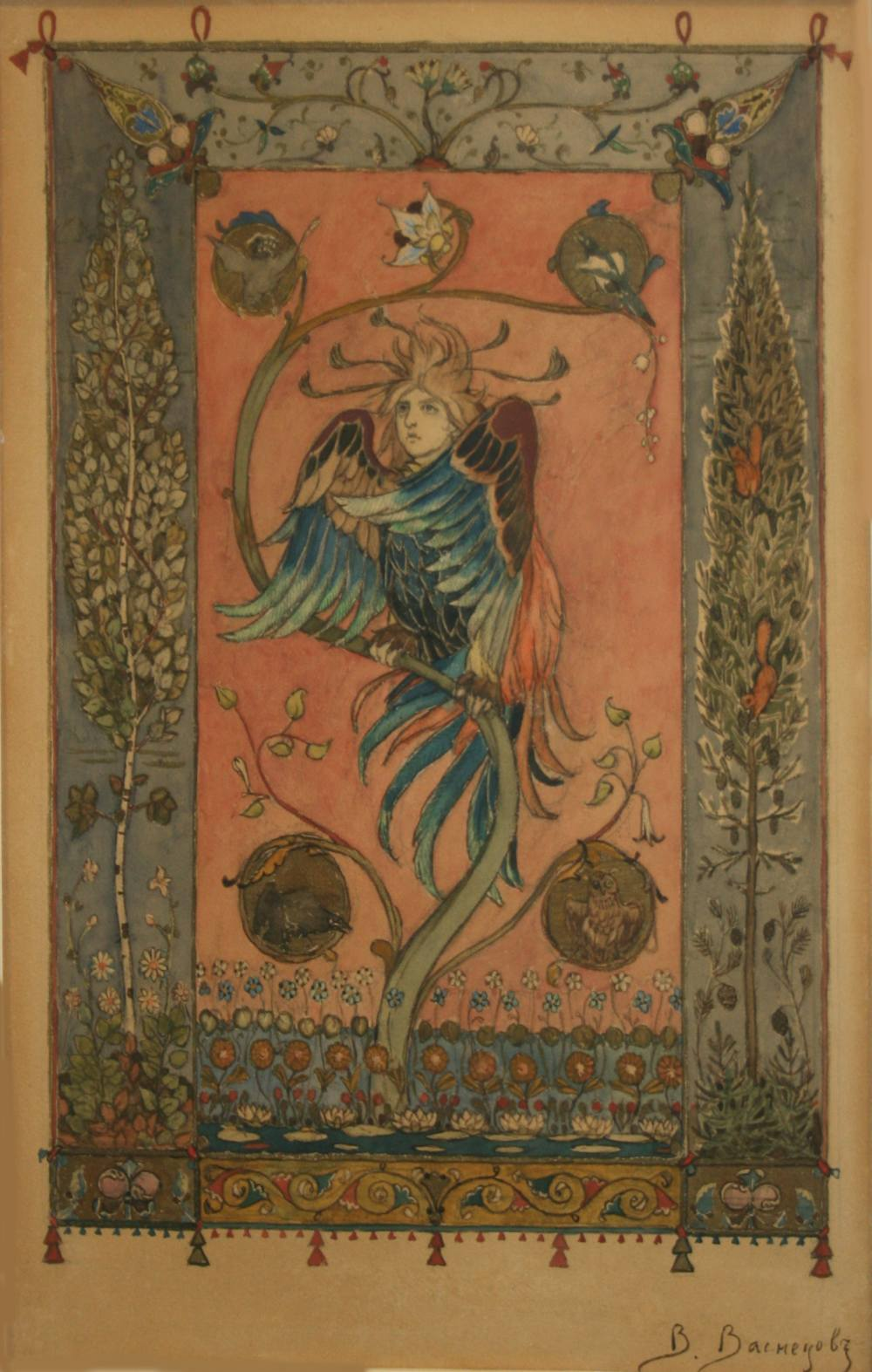
Картине предшествовал эскиз к торжественному панно-хоругви 1895 года. Картон, акварель, бронзовый порошок, графитный карандаш. 46х33 см.

Гамаюн — это вечнолетающая при помощи хвоста безногая и бескрылая мифическая райская птица в русской книжности XVII—XIX веков, предвещающая своим падением смерть государственных деятелей. По мнению В. К. Былинина и Д. М. Магомедовой, художник мог познакомиться с книжными описаниями гамаюна во время работы над историческими материалами для иллюстрирования книги «Великокняжеская, царская и императорская охота на Руси» (1896—1911) Н. И. Кутепова.
Однако, образ, созданный Васнецовым на картине, имеет мало общего с ними. В. К. Былинин и Д. М. Магомедова считают, что это скорее «контаминация мотивов, связанных с древнерусскими райскими птицами вообще» и с образом птицы алкион (алконост), в частности, чем отображение представлений собственно о гамаюне. На связь с алконостом указывают розовые и пурпурные тона картины, опущенные чёрно-серые крылья птицы и образ дерева с птицей над водной гладью.
По мнению И. А. Сухвановой, картина получилась «не совсем васнецовской», слишком фантастической и «символистской» для него, при том, что остальные его «сказочные» картины выполнены вполне реалистически:118-119. По мнению А. С. Трошина, на полотне «выражена повышенная декоративность, стремление к усложнённой символике образа». Картина близка к произведениям современников художника Г. Моро, М. А. Врубеля, Г. Климта и А. Мухи:118. Апокалиптическая атмосфера, как и использование багряно-красного цвета, характерна для более поздних работ Васнецова: «Архангел Михаил повергает дьявола» (1914—1915), «Баба-Яга» (1917), «Бой Добрыни Никитича с семиглавым Змеем Горынычем» (1918) и «Ковёр-самолёт» (1919—1926):120. Лицо же гамаюна напоминает лица праведниц с эскизов художника для росписи Владимирского собора в Киеве:123.

## Влияние
По мнению В. В. Стасова, гамаюн с картины Васнецова «сильно поражает и увлекает фантазию вдаль». Картина вполне соответствовала своему времени с его тревожными предчувствиями:119. Она стала известной почти с момента написания. Вместе с вдохновлённым ею одноимённым стихотворением Александра Блока 1899 года, картина дала толчок к развитию нового, неомифологического образа птицы гамаюн в русской культуре как вещей птицы, «многозначного символа мистического характера». Данный образ был широко известен во время Серебряного века русской культуры, но с его окончанием стал упоминаться реже.
В советское время картина репродуцировалась мало, став малоизвестной для широкой публики, по сравнению с другими произведениями автора на «сказочную» тематику. Однако ныне она легко находится в интернете по запросу «гамаюн»:117-118, а так же попала на марку, посвящённую 175 летию со дня рождения её автора. В работах современных художников, вслед за Васнецовым, гамаюн преимущественно изображается птицей с женской головой.

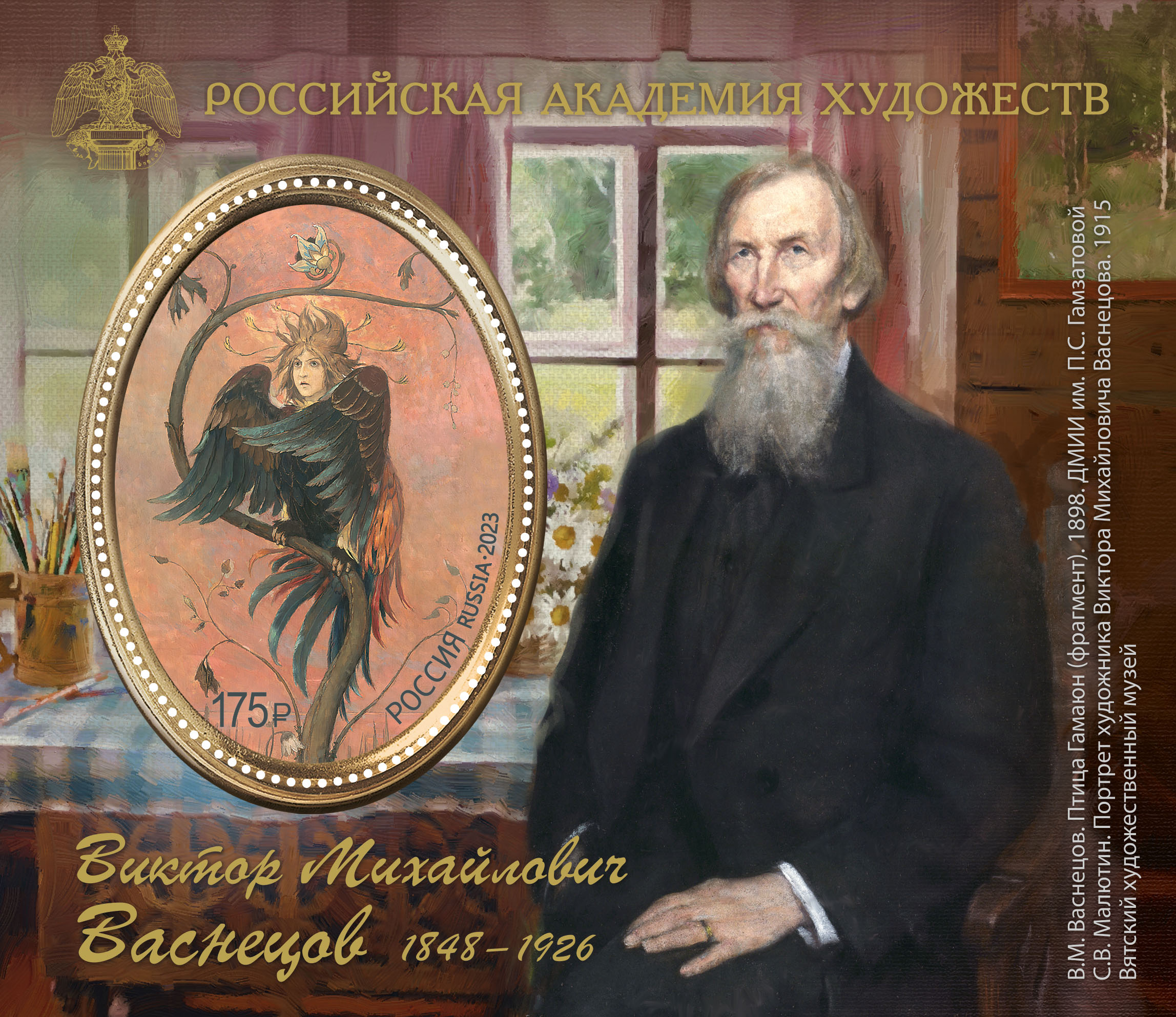
Россия (2023): Российская академия художеств. 175 лет со дня рождения В.М. Васнецова (1848–1926), художника, архитектора